# San Fulgencio
San Fulgencio (em castelhano) ou Sant Fulgenci (em valenciano) é um município da Espanha na província de Alicante, Comunidade Valenciana. Tem 19,75 km² de área e em 2021 tinha 8 447 habitantes (densidade: 427,7 hab./km²).

## Demografia
| Variação demográfica do município entre 1991 e 2004 | Variação demográfica do município entre 1991 e 2004 | Variação demográfica do município entre 1991 e 2004 | Variação demográfica do município entre 1991 e 2004 |
| --------------------------------------------------- | --------------------------------------------------- | --------------------------------------------------- | --------------------------------------------------- |
| 1991                                                | 1996                                                | 2001                                                | 2004                                                |
| 1591                                                | 2888                                                | 4039                                                | 6685                                                |